# Chlorion aerarium
Chlorion aerarium är en biart som beskrevs av William Hampton Patton 1879. Chlorion aerarium ingår i släktet Chlorion och familjen grävsteklar. Inga underarter finns listade i Catalogue of Life.

## Bildgalleri

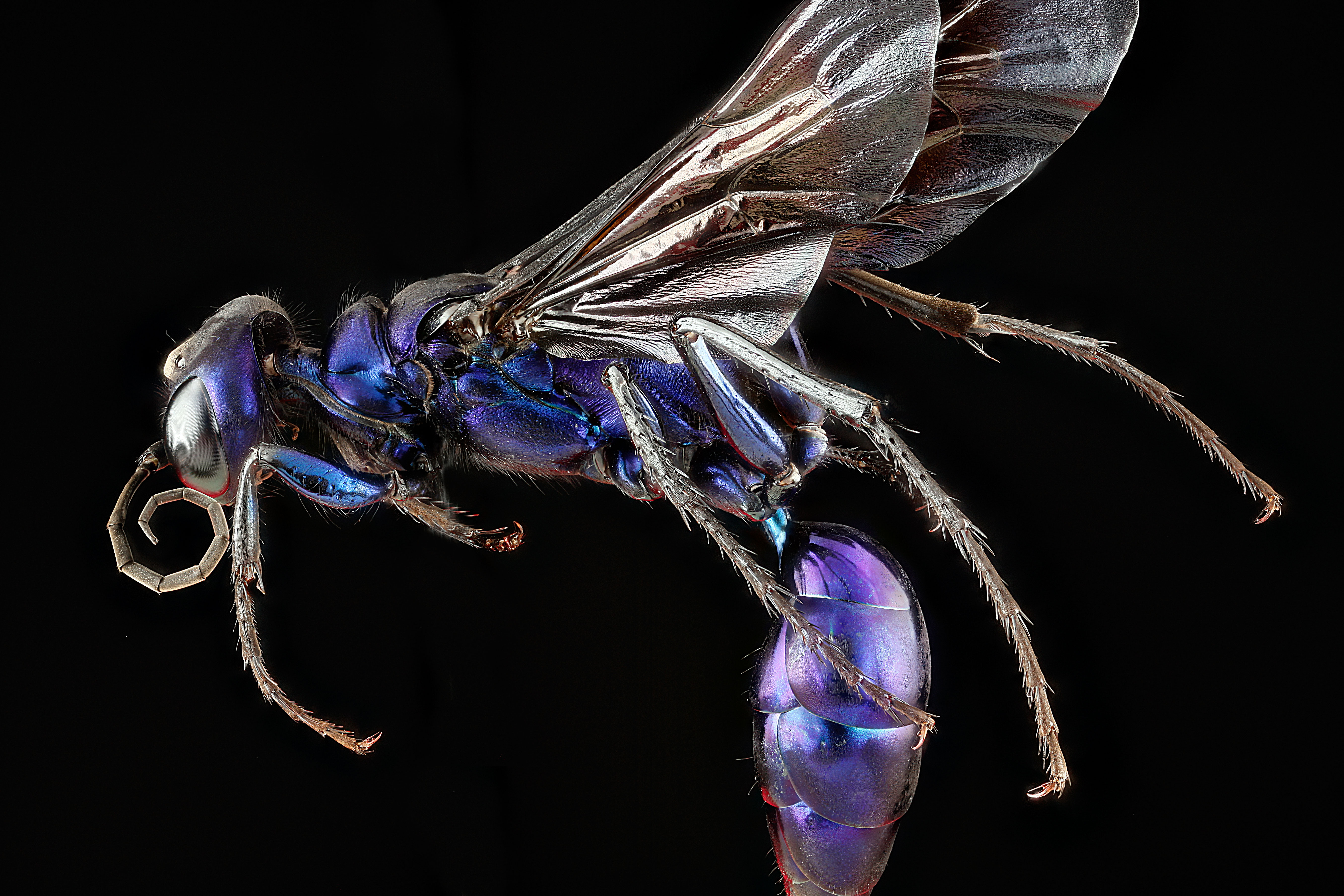
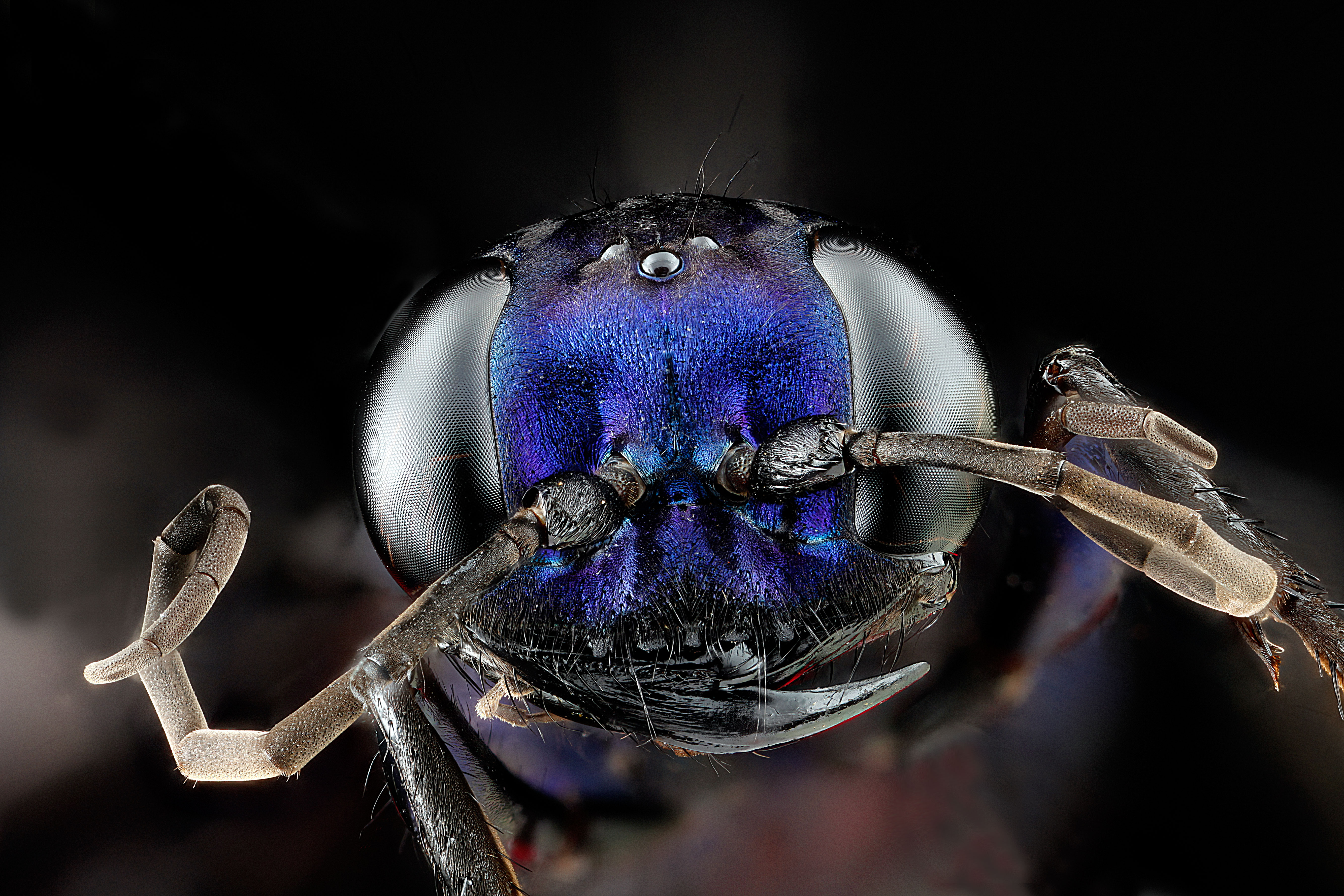